# Sonate Hob. XVI:8
Die Sonate Hob. XVI:8 in G-Dur von Joseph Haydn ist eine viersätzige Sonate für Klavier und gilt als eines seiner bekanntesten Klavierwerke. Er komponierte dies um das Jahr 1766. Im Hoboken-Verzeichnis ist das Werk als Nummer 8 in der Kategorie XVI (Klaviersonaten) erfasst.

## Struktur
Alle Sätze stehen in der Tonika G-Dur. Der erste Satz (Allegro) ist konzipiert als eine monothematische Sonatenform im 2/4-Takt und enthält 44 Takte. In der Exposition (16 Takte lang) moduliert Haydn von der Tonika zur Dominanten D-Dur. In der Durchführung (10 Takte) bleibt Haydn noch in nahen Tonarten, bevor er zur Reprise kommt. Es wirkt sehr lebhaft; es tauchen diverse Tondauern wie Sechzehntel-, Achtel-, Viertel und Halbe Noten sowie auch Triolen auf.
Das Menuett besteht aus 16 Takten und geht nach dem Schema A-A'. Zuerst moduliert der Komponist nach D-Dur. Über Modulationen enden die letzten vier Takte so wie bei A, nur in der Tonika G-Dur.
Das Andante steht im dritten Satz und ist im 4/4-Takt. Das Motiv ist zwei- und auftaktig; es besteht zum Teil aus Stufenbewegungen und kleinen Läufen.
Der vierte Satz im Allegro (3/8-Takt) besteht aus 24 Takten und weist das Schema ABA auf. Die ersten sechs Takte besitzen eine gesplitterte Dreiklangsthematik, woraufhin ein kleiner abwärtsgehender p16-tel-Lauf folgt. In den Takten 9 bis 15 wird das Thema in 16tel Noten verarbeitet, worauf hin der erste Abschnitt wieder folgt.